# Semana Santa en Popayán
La Semana Santa en Popayán es una celebración religiosa del culto católico que conmemora la pasión, muerte y resurrección de Jesucristo con actos y desfiles procesionales que se realizan desde la noche del Viernes de Dolores hasta la del Sábado Santo en la ciudad de Popayán Colombia. Realizadas desde el año 1556 convirtiéndose en la tradición latinoamericana más antigua.
La autenticidad y tradición que se ha construido alrededor de las procesiones de Semana Santa en Popayán hizo posible que fueran inscritas en la Lista representativa del Patrimonio Cultural Inmaterial de la Humanidad por la Unesco en septiembre de 2009, convirtiéndose hasta 2022 en la única celebración de este tipo en el mundo en obtener dicho reconocimiento, año en que la Semana Santa de Guatemala también pasó a ser Patrimonio Inmaterial de la Humanidad. Así mismo el gobierno de Colombia las declaró Patrimonio Cultural de la Nación mediante la Ley 891 de 2004.
En estas procesiones desfilan imágenes de madera talladas en distintas escuelas artísticas del mundo. Entre las que se destacan: Sevilla, Granada, Andalucía, Valladolid, Perú, Quito, Italia, Francia y Popayán.
Las efigies desfilan sobre andas o muebles con características especiales, conformadas por plataformas de madera con barrotes cargables que permiten representar los diferentes episodios narrados en los Evangelios, relativos a la pasión, Crucifixión, Muerte y Resurrección de Jesucristo.
Cada representación es llamada "paso" y es llevado sobre los hombros de los denominados cargueros por las calles, en un recorrido trazado desde el siglo XVI en forma de cruz latina, con un recorrido de 2 km que incluye las principales iglesias y templos del centro histórico de la ciudad. Estos desfiles tiene como hora de partida las 20:00hs (lunes a Viernes Santo) y las 21:00hs (sábado santo) con una duración cada uno de 4 horas aproximadamente.
Alrededor de esta festividad se congrega toda la comunidad, sin distingo alguno, se realizan diferentes eventos religiosos, culturales y artísticos como el Festival de Música Religiosa. Todo en la Semana Santa de Popayán tiene una simbología y un sentido.

## Historia

### Origen
Con la conquista española llegó la evangelización, y con ella, las fiestas religiosas en honor a los santos de la iglesia. Esta labor se comenzó de inmediato. Según el presbítero e historiador Manuel A. Bueno, la primera vez que se dio culto a Dios fue el 15 de agosto de 1537, día de La Asunción a pocos meses de la fundación de Popayán, en una capilla pajiza, cuya ubicación exacta se desconoce, pero se cree que se levantó en el sector de Tulcán, en donde los ibéricos encontraron una pequeña población indígena a la que sacaron de sus viviendas para asentarse allí. Acerca del sitio en donde se efectuó la fundación de la ciudad y se comenzó a poblar, hay distintas versiones. Unos historiadores señalan que fue en las faldas del Cerro de La Eme o de las tres Cruces. Otros en cambio sostienen que fue en la plaza principal.
La imposición de la religión católica fue el propósito primordial de los conquistadores, que llegaron acompañados de sacerdotes evangelizadores. Cada poblado fundado se consagraba a un santo patrono. En torno a esas celebraciones congregaban a los nativos, en quienes se inculcaba la fe religiosa. Una de las experiencias de esa devoción eran las procesiones presididas por el clero.
Refiriéndose al origen de esos desfiles sacros, el historiador José María Arboleda Llorente anota en sus escritos que éstos eran la reproducción de los tradicionales de Europa en la Edad Media y particularmente de España. Añade también que la piedad familiar de algunos de los vecinos dotaba de nuevas imágenes a la iglesia del lugar, y en la celebración de la fiesta patronal era la procesión a lo largo de las vías públicas parte integrante de la ceremonia religiosa. A medida que la población crecía en importancia y riqueza, ganaba en solemnidad el culto religioso. A través de los años y de las generaciones, con la erección de nuevos templos, capillas y oratorios, se conmemoraban con pompa esas manifestaciones religiosas.
Sobre el inicio de las procesiones de Semana Santa en Popayán, que son la expresión popular más antigua de Colombia, no se puede hablar de una fecha exacta. Sin embargo, de los relatos históricos se colige que se iniciaron a los pocos años de fundada la ciudad. Al parecer su origen se remonta al año 1556. Esta celebración se fue convirtiendo en el principal elemento de socialización de los pobladores.

### SigloXVI
Desde los tiempos de la fundación de Popayán se tiene la primera información sobre las procesiones estando documentada desde 1556. Dichas procesiones eran realizadas los días jueves y Viernes Santo por encomendadores del Rey en compañía de otras personalidades quienes portaban grandes cruces y en forma de penitencia y duelo se azotaban por las calles principales detrás del desfile sacro que se realizaba.
Por otra parte, Juan de Castellanos narro en "Elegías de varones ilustres de Indias" que para el año 1556 se había organizado por parte de los indígenas desplazados que venían desde el Perú, una conspiración contra Popayán para tratar de reconquistar la ciudad y cuando llegaron a los cerros que la circundan en horas de la noche vieron una interminable hilera de luces en movimiento que la envolvían e imaginando que se trataba de un gigantesco ejército con antorchas y lanzas se retiraron despavoridos cuando en realidad se trataba de la procesión de penitentes del Jueves Santo. 
Posteriormente en 1558, Felipe II suscribió la real cédula que autorizaba la realización de la Semana Santa en esta ciudad lo que incluía la realización de los desfiles procesionales. 

#### Las cofradías en Popayán
Entre otros aspectos, vale la pena mencionar la organización de las numerosas cofradías y hermandades erigidas canónicamente desde el siglo XVI en torno a los principales santos y devociones de la época que fortalecieron los procesos religiosos y litúrgicos de la ciudad. Algunas de estas asociaciones tuvieron gran incidencia sobre las celebraciones de la Semana Santa y especial influencia de comunidades religiosas como; dominicos, franciscanos, jesuitas, carmelitas, agustinos, camilianos, Betlemitas, además del clero diocesano. 
Las cofradías conformadas por personas de la diferentes oficios y clases sociales de la sociedad payanesa (especialmente españoles y criollos) no solo se encargaban de la parte organizativa de las festividades y pasos procesionales sino que lograron enriquecer con imágenes, ornamentos, joyas, estandartes y toda clase de paramentos lo que fortaleció los desfiles sacros. En todos los templos de la ciudad existieron estas organizaciones, la gran mayoría desaparecieron por diferentes factores como las guerras civiles de independencia y republicanas. Mientras que las que sobrevivieron años más tarde se transformaron en las denominadas juntas procesionales o juntas parroquiales. 
Las cofradías de esta ciudad fueron: 
- Cofradía de la Limpia e Inmaculada Concepción, Catedral de Popayán.[8]
- Cofradía del Rosario de la Orden de Predicadores (creada en 1588),[9] con sede en el Templo de Santo Domingo.
- Cofradía de Jesús. Iglesia de Santo Domingo.
- Cofradía de Nuestra Señora del Topo. Santo Domingo
- Cofradía de Santa Catalina y Santa Bárbara (se le atribuye la construcción de la Ermita de Jesús Nazareno en 1617)
- Cofradía de Nuestra Señora de Belén (creada el 25 de febrero de 1687).[10] Santuario de Belén. (ahora Junta Nuestra Señora de Belén)
- Archicofradía del Amo Jesús Nazareno. Ermita de Jesús Nazareno (Siglo XVI hasta siglo XIX)
- Cofradía de San Antonio de Padua, erigida en 1772 mediante breve pontificio del papa Clemente XIV, con sede permanente en el templo de San Francisco.[11]
- Cofradía del Amo Sacramentado (Corpus Christi). (Todos los templos de la ciudad).
- Cofradía del Santo Ecce Homo. Santuario de Belén, posteriormente derivó en la Junta Pro Culto al Santo Ecce Homo)
- Hermandad de los Españoles del Señor de los Milagros de la Veracruz. (Al parecer el Cristo perteneció a la Iglesia de la Encarnación, posteriormente se trasladó al Templo de San Francisco)
- Cofradía de San Francisco, Templo de San Francisco.
- Cofradía de Nuestra Señora de las Nieves, Templo de San Francisco.
- Cofradía del Amo Jesús o Señor de las caídas, Templo de San Agustín.
- Cofradía de Nuestro Señor San Juan.
- Cofradía de Nuestra Señora de los Dolores, Templo de San Agustín.
- Cofradía de la Santísima Trinidad, Templo de San Agustín.
- Cofradía de San Juan Bautista, Templo de El Carmen.
- Cofradía de San Joaquín, Templo de El Carmen.
- Cofradía del Señor Resucitado, Templo de la Encarnación.
- Cofradía de San José, Templo de la Encarnación.
- Cofradía de Nuestra Señora del Rosario, Templo de la Encarnación.
- Cofradía de Nuestro Padre San Agustín, Templo de la Encarnación.
- Cofradía de Nuestra Señora de la Candelaria y la Visitación, Templo de la Encarnación.
- Cofradía de las Almas del Purgatorio, Catedral de Popayán.
- Cofradía de Santa Bárbara, Catedral de Popayán.
- Cofradía de San José, Catedral de Popayán.
- Cofradía de Nuestra Señora de las Mercedes, Catedral de Popayán.
- Cofradía de San Pedro Apóstol. Catedral de Popayán.
- Cofradía de Nuestra Señora de Loreto, Templo de San José.

### SigloXVII
Con el avance del tiempo los desfiles crecieron y se hicieron más importantes para la ciudadanía, tal era el caso que para el 29 de marzo de 1675 se expidió un edicto por las autoridades que exigía a los vecinos de la ciudad el embellecimiento de los balcones, las casonas y los solares por donde pasaran las procesiones.
De igual forma la llegada de diversas comunidades religiosas a la ciudad favoreció la construcción de nuevos templos, capillas, conventos, monasterios y la propagación de la fe católica por gran parte del territorio que conformaba la Gobernación de Popayán. Algunas de esas comunidades fueron; Dominicos, Franciscanos, Agustinianos, Jesuitas, Carmelitas descalzos, Camilianos, Bethemitas, entre otros.

### SigloXVIII
Los desfiles procesionales fueron adquiriendo gran importancia y tamaño con el paso de los años ya que se fue aumentando el número de imágenes y ornamentos que la fueron enriqueciendo que vieron nacer a la Escuela Payanesa de arte, esto se dio por el desarrollo económico y social que atravesaba la ciudad durante el periodo español porque Popayán se convirtió en un centro económico y político de la región, ya que se instalaron aquí instituciones coloniales de gran importancia como la diócesis de Popayán o la Real Casa de Moneda de España y el seminario de Popayán. Sumado a esto, el desarrollo minero de la gobernación de Popayán ayudó que las procesiones recibirán gran aporte en joyería e indumentaria de oro, Plata y Esmeraldas entre otras piedras preciosas que adornaron las imágenes, los sitiales (bordados con oro) y las andas pintabas con laminillas de oro. 
Es importante mencionar que la mayor parte del desarrollo de las procesiones se alcanzó en los siglos XVI, XVII y XVIII periodo de la Colonia Española. La mayor parte de las imágenes fueron traídas de Francia, Italia y España, especialmente de Sevilla, Granada y Málaga, igualmente venían de la ciudad de Quito. Esto debido a que eran las escuelas artísticas de escultura y arte más representativas y destacadas de la época. Aunque en Popayán también se asentaron diversos escultores de origen español y quiteño que realizaron distintas obras pero logró destacar más la orfebrería payanesa.

### SigloXIX
En el siglo XIX durante la independencia de Colombia se disminuye el desarrollo en las procesiones debido a la guerra pues la mayor parte del dinero se utilizaba para la causa libertadora. No obstante el cronista José María Vergara y Vergara en uno de sus escritos del año 1859 describió la Semana mayor de Popayán como un acto solemne e importante para el pueblo payanés que cada año lo recibía con fervor y fe.
Cuando Simón Bolívar regresaba triunfante después de la batalla de Ayacucho en la última semana de octubre de 1826, en Popayán como complemento de muchos banquetes y atenciones, organizaron en su honor una procesión semejante a las de Semana Santa, la cual salió de la iglesia de San Agustín y pasó frente a los balcones de la casa de la carrera séptima con calle sexta donde se alojó Simón Bolívar con su comitiva del 24 al 30 de octubre conforme lo atestigua una placa colocada al lado de su portalón de entrada.
Hay que destacar la influencia que tuvo a principios de este siglo la figura del obispo español Salvador Ximénez de Enciso y Cobos-Padilla, quien antes de ser obispo de Popayán había sido vicario de la ciudad española de Antequera, de donde trajo muchas de las costumbres de la Semana Santa de esa ciudad andaluza, como las tipologías de los 'pasos' de dicha ciudad, las alcayatas (allí llamadas horquillas) o los propios trajes de capirote descubierto (allí llamados capirotes de armadilla).

#### El origen de los Pichoneros y el capirote descubierto.
El 14 de abril de 1840, bajo la presidencia de José Ignacio de Márquez y durante el levantamiento en el sur denominado la "guerra de los conventos o de los supremos", José María Obando y Juan Gregorio Sarria conocidos como los "supremos", dejan sus armas durante la Semana Santa para participar en la procesión del martes santo vestidos de cargueros al estilo sevillano, como era la costumbre de la época, es decir con el capirote cubriendo el rostro. Es así como portando las alcayatas en las manos, se dirigen a la iglesia de San Agustín para tomar sus respectivos barrotes en el paso de la Dolorosa y así cumplir como cargueros. Para esta fecha la procesión salía a las siete de la noche. Sin embargo, como medida de seguridad Obando y Sarria toman sus barrotes en la esquina de la calle del Mascarón (calle llamada así tradicionalmente en Popayán).
El gobierno regional, bajo el mando de Manuel José Castrillón, se entera de la presencia de Obando y Sarria en la procesión y ordena que al terminar el desfile, se arreste a los jefes insurgentes. El pueblo de Popayán que era partidario del general Obando entonces se prepara para ayudarlos y evitar que sean hechos prisioneros y para esto sus amigos y compañeros acuerdan la señal de “pichón”. El plan se puso en marcha, en la esquina de la Ermita de Jesús Nazareno en donde los alumbrantes apagaron sus velas y dijeron “pichón” cogiendo el paso de la Virgen de los Dolores. Es a partir de este momento donde comienza la tradición de los pichoneros. Los generales Obando y Sarria pudieron escapar. Al otro día el gobernador Castrillón dio la orden para que los cargueros llevaran el rostro descubierto, adoptando el capirote antequerano, costumbre que se mantiene hasta el día de hoy, al igual que la palabra “pichón” utilizada para cargar los pasos unas pocas cuadras a la entrada y salida de cada desfile.

#### Procesiones desaparecidas
En el siglo XIX hubo desfiles procesionales que dejaron de realizarse: 
1. Domingo de ramos: en honor al Señor del Triunfo (Jesús sentado sobre un asno): dicho desfile se realizó hasta el año 1900. Tenía como sede la catedral de Popayán y posteriormente la Iglesia de San José por el terremoto de 1885. Recorría el centro de la ciudad, acudiendo gran número de feligreses con palmas especialmente los indios de los pueblos vecinos (Yanaconas, Puelenje, Julumito, El Tambo y Puracé). Tal como lo relata el cronista José María Vergara y Vergara en 1858.
Esta procesión fue reemplazada por otra que tiene como fin bajar en desfile las imágenes del Santo Ecce Homo y el Amo Caído desde el santuario de Belén. Tal procesión fue instituida por el obispo Manuel José Caycedo en el año 1909 cuando desapareció la procesión del Lunes Santo.
2. Procesión de la Soledad: Otro desfile procesional que desapareció, fue el de la Virgen de la Soledad, realizado el día sábado santo en horas nocturnas como antelación a la resurrección de Jesucristo. Este desfile se realizaba por el centro histórico teniendo como punto de partida y llegada el Templo de La Encarnación o de las Monjas. En este desfile sacro eran usadas las imágenes de la Virgen de la Soledad del templo de Santo Domingo y San Juan Evangelista. 
Posteriormente sería reemplazada después de 150 años por la procesión del Sábado Santo en honor al Señor Resucitado.

### SigloXX

#### Fin de la procesión del Lunes Santo
Procesión de gran importancia para la ciudad en ese momento, pues en ella participaba todo el clero además era el único día en el que salía la imagen del Santo Ecce Homo (patrono de la ciudad). Tenía como punto de partida y culminación la catedral de Popayán (hasta 1885) y luego la iglesia de San José. 
Fueron diversas circunstancias que la llevaron a su terminación entre las que se vale la pena mencionar; la guerra civil de 1876 cuando algunas familias huyeron de Popayán hacia Ecuador. El terremoto de 1885 que devastó la catedral de Popayán. El traslado de la procesión a la Iglesia de San José con el fin de salvarla, lo que fue en vano pues en 1906 terminó por extinguirse este desfile por la falta de apoyo económico y organizativo. Según refiere José María Vergara y Vergara, y Jaime Fletcher, los pasos que hacían parte de esta procesión fueron:
- El Arcángel San Miguel. (Perteneciente a la catedral y trasladado a la iglesia de San Agustín)
- San Juan. (perteneciente al calvario de la Catedral de Popayán)
- La Magdalena. (paradero desconocido)
- La Verónica. (paradero desconocido)

- La oración en el Huerto. (Amo Jesús del templo de San Camilo. (Paradero desconocido))
- La Negación de San Pedro. (Perteneciente a la Catedral de Popayán en ese momento. Hoy en día pertenece al Templo de San Agustín)
- El Amo Caído (Bajado en procesión desde el Santuario de Belén el Domingo de Ramos y devuelto en procesión al finalizar la semana santa)
- El Santo Ecce Homo (Bajado en procesión desde el Santuario de Belén el Domingo de Ramos y devuelto en procesión al finalizar la semana santa)
- La cruz a cuestas o el Nazareno. (Amo Jesús de la Catedral, figura de origen italiana que era puesta de pie y se le adjuntaba la cruz. En la actualidad hace parte del paso El Despojo de Miércoles Santo).
- El Santo Cristo de las Angustias (Ofrecido en venta al pueblo de El Bordo - Cauca en 1914. Sin embargo, no se vendió y hoy forma parte del paso del Calvario de Martes Santo)
- Nuestra Señora de los Dolores (Inicialmente perteneció a la Familia Diago Gortaire pero fue donada en 1946 a Monseñor Juan Manuel González quien la puso en el calvario de la Catedral. (Sus andas fueron donadas a la iglesia de Julumito y los paramentos entregados al paso de la Cruz a cuestas del Jueves Santo)

La terminación de esta procesión ocasiono que en el año 1909, Manuel Antonio Arboleda aboliera una prohibición que existía sobre los pasos del Santo Ecce Homo y el Amo Caído que solo permitía que desfilaran el Lunes Santo. Por lo que fue posible sacarlos los días martes, miércoles y Jueves Santo.

#### Nacimiento de la Junta Permanente Pro Semana Santa
Para el siglo XX  la crisis económica que vivió Colombia amenazó con acabar las procesiones de Semana Santa. Por esta razón en 1937 el Maestro Guillermo Valencia, decidió conformar una Junta Cívica que se encargará de preservar esa tradición y en 1939 dicha junta recibió el reconocimiento oficial a través de la ordenanza número 14 emanada de la Asamblea del Cauca. Al nuevo organismo se le dio el nombre de Junta Permanente Pro Semana Santa de Popayán.

#### Otros acontecimientos
Algunas lluvias obligaron a suspender las procesiones. El Jueves Santo 31 de marzo de 1938, cuando no fue posible sacar la procesión el día siguiente desfilaron tres pasos extras después de haber tenido que intervenir Guillermo Valencia para lograrlo porque los cargueros no se aguantaron las ganas de cargar ese año.
En la Semana Santa de 1964 llovió durante tres días de martes a jueves y ninguna procesión logró terminar por completo su recorrido, los cargueros lograron que la Junta y la arquidiócesis de Popayán en compensación autorizaran sacar 22 pasos el viernes en vez de 12 que estaban programados, por lo cual hubo necesidad de utilizar 176 cargueros.
Algunos pasos que se han caído por romperse alguno de los barrotes como es el caso de "la sentencia" del Jueves Santo en 1940 en la calle del comercio y "las insignias" frente al Teatro Popayán el Viernes Santo de 1949, al quebrarse el barrote de la esquina derecha de adelante. 
El 22 de marzo de 1951 el señor Don Arcesio Velasco Iragorri "El Patojo" murió frente a la Iglesia de San José el Miércoles Santo cargando el paso de "El prendimiento", en la parte delantera derecha. Este es uno de los pasos más pesados por su tamaño y proporción de las imágenes. Desde 1952 el paso de "El Prendimiento" al llegar a la iglesia de San José, hace un homenaje a su carguero fallecido que se denomina "El Toque", donde amigos y familiares que dan continuidad al legado del "Patojo", sostienen el paso sobre sus hombros durante un minuto, conmemorando el fatídico hecho del 22 de marzo.

#### Nuevos pasos para la Semana Santa
Con el pasar de los años surgió la necesidad de representar algunos pasajes bíblicos de la pasión y muerte de Jesucristo con nuevos pasos. Algunos con imágenes antiguas recuperadas de altares y sacristías de los templos del sector histórico de la ciudad, otras tantas fueron encargos para suplir pasajes inexistentes. Otros pasos simplemente se complementaron con nuevas imágenes.
- El señor de la expiración. (1954). Una réplica del Cachorro de Sevilla por José Lamiel. Donado por el Presidente de Colombia Guillermo León Valencia.
- El prendimiento. (Martes y miércoles Santo): Inclusión del romano que lleva el farol. Imagen elaborada por Alfonso de los Reyes en Popayán.(1964). Los romanos y judíos originales fueron llevados a la Catedral de Palmira.
- El despojo. (1967): El señor es una imagen italiana del siglo XVII conocido como el Amo Jesús perteneciente a la catedral de Popayán (la imagen originalmente se encontraba sentada sobre un trono, pero fue adaptada para ser puesta de pie). Los Sayones fueron tallados en madera en el año 1956 por A. Rodríguez posiblemente en la ciudad de Quito.[20]
- La Piedad. (imagen realizada en Popayán por Alfonso de los Reyes. Siglo XX)
- El Calvario de la Catedral. Antiguo paso del Lunes Santo conocido con el nombre del Cristo de las Angustias o Cristo moro por su estilo hispano-árabe del siglo XVII.[21]
- El crucifijo o Cristo de la buena muerte: Recuperado del templo de San Camilo. (Imagen Francesa (Pertenecía a los Camilianos). Siglo XVII).[21]
- El beso de Judas (1993): Imagen del señor encontrada en un altillo de la iglesia de San Francisco.[21]
- El ángel de la resurrección. (1995). (Sábado Santo). Imagen esculpida por José Lamiel. Perteneció originalmente al paso de la oración del miércoles Santo.[22]
- Nuestra señora la virgen de la Pascua: Imagen esculpida por Alcides Montesdeoca en Ibarra, Ecuador. Año 1998
- Nuestro señor Jesucristo Resucitado: Imagen esculpida por Alcides Montesdeoca en Ibarra, Ecuador. año 1998.
- El Descendimiento (1999): El Cristo fue esculpido por Alcides Montesdeoca en Ibarra, Ecuador. Los ángeles se recuperaron de la Torre del reloj después del terremoto de 1983. Donado por el Arq. Luis Eduardo Ayerbe.

#### Nueva Procesión de Sábado Santo
Para el año 1993 después de varias reuniones y consensos entre miembros de la Junta Permanente Pro Semana Santa de Popayán, se logra establecer una nueva procesión para el día sábado santo. El centro de conmemoración de la misma sería la resurrección de Jesucristo, acontecimiento que no se representaba hasta ese momento en las procesiones nocturnas de la ciudad pues si se hacía el domingo de Pascua una pequeña procesión con la imagen del resucitado por las calles del Parque Caldas. 
Con la aprobación del entonces Arzobispo de Popayán, Alberto Giraldo Jaramillo se dio paso a sacar una procesión el día sábado en la noche, acontecimiento que no pasaba desde el siglo XIX. Pese a estar aprobada por la Junta y la curia, fue polémica en su momento pues cambió el color de la túnica y capirote de los cargueros pasando de azul oscuro con paño blanco a túnica blanca con paño rojo encendido, además involucraba la participación de pasos e imágenes nuevas, sin contar que las flores sería multicolor.

#### Fin de la procesión de Domingo de Pascua
Con la procesión del Sábado Santo se suprime la procesión del Domingo de Pascua o de Resurrección. Esta procesión se realizaba desde la época de la colonia, en el siglo XIX por ejemplo, tenía como punto de partida la iglesia de La Encarnación y La del Carmen (de donde salía la Virgen). Los dos desfiles se juntaban y se dirigían hacia la catedral donde concluía con la celebración religiosa. En el siglo XX la procesión salía desde la catedral y recorría las calles del parque Caldas.

### SigloXXI
El 21 de febrero al 3 de abril de 2003 el Museo Nacional de Colombia presentó en su sala de exposiciones temporales y su sala alterna, un exposición denominada "Semana Santa en Popayán. La procesión va por dentro" conformada por pasos, ornamentos de oro y plata, imágenes, andas y textiles, convirtiéndose en la primera vez que las procesiones salían fuera de Popayán.

#### Procesión del Recuerdo y la Leyenda
Con motivo de los 450 años de la procesiones de Semana Santa en Popayán, se realizó la procesión del Lunes Santo denominada "Procesión del Recuerdo y la Leyenda" en la cual participaron las imágenes más antiguas de las procesiones, con las que según los historiadores de la ciudad se iniciaron los desfiles sacros en la ciudad.  Otro aspecto importante fue el uso del capirote cubriendo el rostro tal como se hacía hasta el siglo XVIII.
Este desfile tuvo como epicentro la catedral de Popayán, sitio donde partía la procesión del Lunes Santo y las primeras procesiones de la ciudad. Los pasos fueron: 
- San Juan evangelista. (Ermita de Jesús Nazareno)
- El Amo Caído. (Santuario de Belén)
- El Amo Ecce Homo. (Santuario de Belén)
- El Amo Jesús. En su versión original. (Ermita de Jesús Nazareno)
- El Cristo en Agonía. (Ermita de Jesús Nazareno)
- La Dolorosa. (Ermita de Jesús Nazareno)

#### Declaratoria de Patrimonio Inmaterial de la Humanidad
El gobierno de Colombia considerando la riqueza cultural, histórica y de identidad representada en las procesiones las declaró patrimonio cultural de la nación mediante la Ley 891 de 2004. Todavía mantiene este título pese a la demanda que se interpuso para que el gobierno de Colombia lo suprimiera en el año 2016.
De otra parte, después de múltiples intentos la Unesco en el año 2009 reconoció e inscribió las Procesiones nocturnas de la Semana Santa de Popayán en la lista representativa del Patrimonio Cultural Inmaterial de la Humanidad.  Basados en la autenticidad y tradición que se ha construido alrededor de las procesiones nocturnas que se han celebrado por más de 450 años, convirtiéndose en la única celebración religiosa de este tipo en el mundo en obtener dicho reconocimiento. 

#### Nuevos pasos en elSigloXXI
- El Traslado de Cristo al Sepulcro. (2005). Imagen esculpidas por Alcides Montesdeoca en Ibarra, Ecuador. Los apóstoles se recuperaron de la sacristía de la iglesia de La Encarnación. Donado por el Arq. Luis Eduardo Ayerbe.
- El Encuentro de Jesús con las Mujeres en la Calle de la Amargura (2006). La imagen de Jesús fue elaborada en Ibarra por Alcides Montesdeoca. La virgen y santa Marta son de origen quiteño pertenecientes al círculo artístico de Caspicara, del siglo XVIII; recuperadas de los altares de la iglesia de San Agustín.
- El Calvario. (2013). (Jueves Santo): El Cristo talla payanesa siglo XXI por Raúl Perugache. Virgen Dolorosa y san Juan. Imágenes Quiteñas Siglo XVIII.
- El Cristo de la Sed. (2019) (Cristo, Dolorosa, Apóstol San Juan y Centurión; Imágenes payanesas elaboradas por Raúl Perugache. Siglo XXI. Donado por la familia Perafán a la Iglesia de San Agustín.

#### Nueva Procesión de Lunes Santo
La procesión del día Lunes Santo fue restituida con gran polémica en el año 2017 por un grupo de payaneses liderado por el arquitecto Luis Eduardo Ayerbe. Denominada La Institución de la Eucaristía, debió ser acogida por la Universidad del Cauca en el Claustro Casa Rosada pues el entonces arzobispo de Popayán Iván Antonio Marín López no facilitó ninguno de los templos católicos del centro histórico de la ciudad para albergar los pasos. 
El entonces Arzobispo Iván Marín no presentó ningún argumento basado en la fe, en las creencias cristianas o incluso en el derecho canónico con los que pudiera sustentar su negativa a la realización de dicho desfile sacro. Aunque el mencionado obispo no ofreciera su apoyo, si lo hicieron sacerdotes de la arquidiócesis y comunidades religiosas quienes participaron en el desfile pese a la prohibición que hizo el jerarca. 
Pese a estos y demás inconvenientes como tampoco estar apoyada por la Fundación Junta Permanente pro Semana Santa de Popayán quienes alegaban que dicha procesión pondría en riesgo la declaratoria de Patrimonio inmaterial de la humanidad otorgada por la Unesco. El desfile quedó instituido por la "Junta Procesional del Lunes Santo" una organización sin ánimo de lucro creada para restituir dicha procesión que además logró el aval y apoyo de la Alcaldía de Popayán, la Universidad del Cauca y algunas organizaciones públicas y privadas de orden local, departamental y nacional.
La procesión no guarda semejanza con la original pues incorpora nuevos pasos y además representa el misterio de la institución de la Eucaristía que no se hacía en las otras procesiones nocturnas de Popayán. Para tal efecto, se presenta a Jesucristo sentado en el momento de la última cena. Acompañado por 11 pasos con esculturas que representan a los apóstoles con elementos según el martirio que sufrieron. Estas imágenes están inspiradas en la colección pictórica del "Apostolado" que se encuentra en la Iglesia de San Francisco pintados en Francia durante el siglo XIX. 
En cuanto los demás elementos de la procesión, esta conserva la misma vestimenta para cargueros, sahumadoras, moqueros y regidores.

## Ceremonias y desfiles procesionales

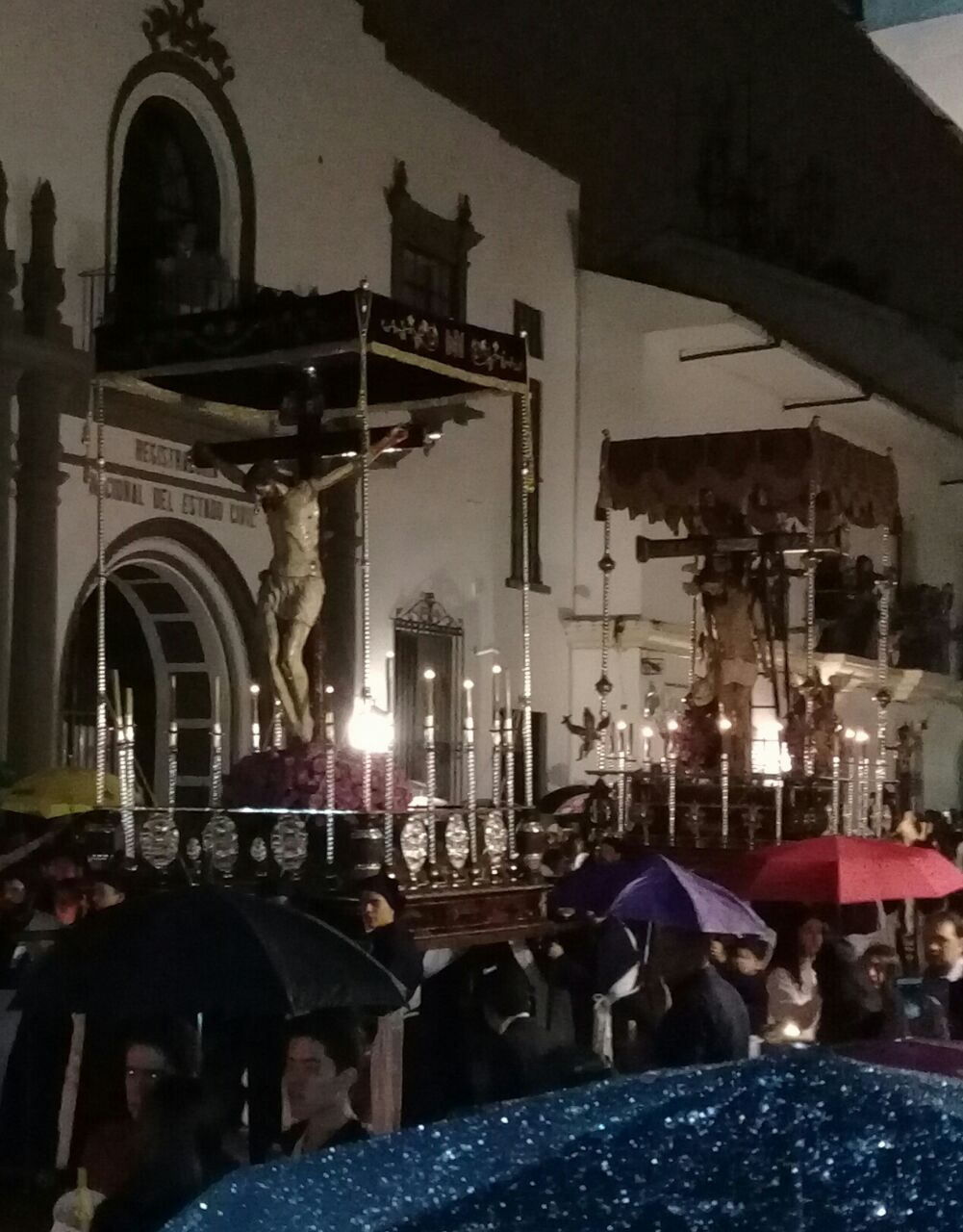
Pasos del Santo Cristo y Descendimiento. Procesión del Viernes Santo bajo la lluvia del año 2018

Las procesiones de la Semana Santa se abren con la cruz procesional o cruz alta, que suele ir acompañada de los monaguillos y con ellos la campanilla o en el caso de Viernes Santo la matraca. Estos van seguidos por la banda de guerra de la policía Nacional de Colombia, después siguen los pasos, encabezados por el paso del apóstol Andrés (lunes santo), san Juan evangelista (de martes a Jueves Santo), la muerte (Viernes Santo), el cirio pascual (sábado santo) y terminando todas las noches con la dolorosa (de lunes a Viernes Santo) y el sábado santo con nuestro señor Jesucristo resucitado. El último paso va antecedido por el cura párroco de cada templo de donde parte la procesión. La banda de músicos del batallón de infantería n.º VII “José Hilario López” y la compañía de fusileros batallón n.º VII ”José Hilario López” del Ejército Nacional de Colombia son los últimos en desfilar atrás del último paso. En el intermedio de los pasos también participan la banda de Músicos de la Fuerza Aérea Colombiana, La orquesta de cámara de la Junta Permanente Pro Semana Santa de Popayán y los coros del Orfeón Obrero-Coral Pabón y el de la Universidad del Cauca que interpretan diferentes misereres y cantos de la liturgia cristiana. Todas las noches desfilan pasos diferentes con imágenes diferentes ya que cada procesión parte de templos diferentes,

### Jueves del Pregón (Jueves de Pasión)
El jueves antes del Viernes de Dolores en la iglesia de Santo Domingo después de la eucaristía, se realiza el pregón, acto en el que se da a conocer todos los eventos que se realizaran durante la Semana Santa de Popayán, acto en el que participan toda la comunidad de Popayán y visitantes. El Pregón es dirigido por un miembro de la junta Permanente Pro Semana Santa de Popayán previamente seleccionado denominado pregonero.

### Viernes de Dolores

#### Día de la Alcayata
Durante el transcurso del día, entre las 8:00 a. m. y las 4:00 p. m. en el centro histórico, cargueros y sahumadoras con sus respectivos vestuarios recorren las calles invitando a la ciudadanía a brindar un aporte económico con destino a la Fundación Junta Permanente Pro Semana Santa, para el sostenimiento y conservación del legado histórico de las procesiones. 

#### Fiesta de Nuestra Señora de los Dolores de San Agustín
Después de las respectivas celebraciones litúrgicas en la iglesia de San Agustín, presididas por el arzobispo de Popayán y el obispo castrense de Colombia. Se realiza una procesión en honor a Nuestra señora La virgen de los Dolores a las 8:00 p. m. Los pasos que desfilan durante esta noche representan los misterios dolorosos del rosario y entre el recorrido que es más corto del habitual se realizan estaciones para meditar los misterios. 
Orden del desfile:
- Cruz procesional.
- Banda marcial de la Policía Nacional de Colombia. Unidad metropolitana de Popayán.
- San Juan evangelista. (imagen española. Siglo XVIII).
- Señor del Huerto. (imagen española siglo XX).
- Los Azotes. (imágenes quiteñas siglo XVIII).
- El Amo Jesús Nazareno. (imagen italiana siglo XVI).
- La Cruz a Cuestas. (imágenes españolas siglo XVIII).
- Estandarte Junta permanente pro semana Santa, portado por el presidente del grupo juvenil de esta organización y demás miembros.
- El crucifijo. (Imagen española atribuida a Diego de Siloe, Siglo XVI. Cruz en plata orfebrería payanesa siglo XX elaborada por Luis Carlo Valencia Guevara. (Perteneció a la orden de Agustinos)).
- Cura párroco del Templo de San Agustín.
- Nuestra Señora de los Dolores. (imagen española. Siglo XVIII)
- Banda de músicos y compañía de fusileros del Batallón José Hilario López. Ejército Nacional de Colombia.

### Sábado de Pasión(Armada de pasos)
Este día, es normalmente el escogido para la limpieza, armada, y montada de las imágenes sobre los pasos que desfilaran en la Semana Santa, en cada templo de donde parten la procesiones se reúnen los síndicos y cargueros quienes son los encargados de esta tarea en horas de la mañana. En este día se arman las andas y se montan sus respectivas imágenes, pero no se ponen sus ornamentos, coronas, potencias y accesorios.  
Solo hasta el día en que procesionan los pasos serán adornados con flores y enceres característicos. A sí mismo este día la mayoría de síndicos realizan las cotejas (escogencia de cargueros) proceso en el que se busca equilibrar el peso del paso en los respectivos cargueros.  
Los pasos quedarán expuestos en las iglesias hasta el día de su procesión y finalizada la misma serán desarmados hasta la próxima Semana Santa.

### Domingo de Ramos
Partiendo del Santuario de Belén, esta primera procesión propiamente dicha de la Semana Santa payanesa, desciende por los “quingos”, hasta la ciudad y se dirige a la Catedral Basílica de Nuestra Señora de la Asunción de Popayán, donde concluye, este desfile se realiza a las 10:00 a. m.

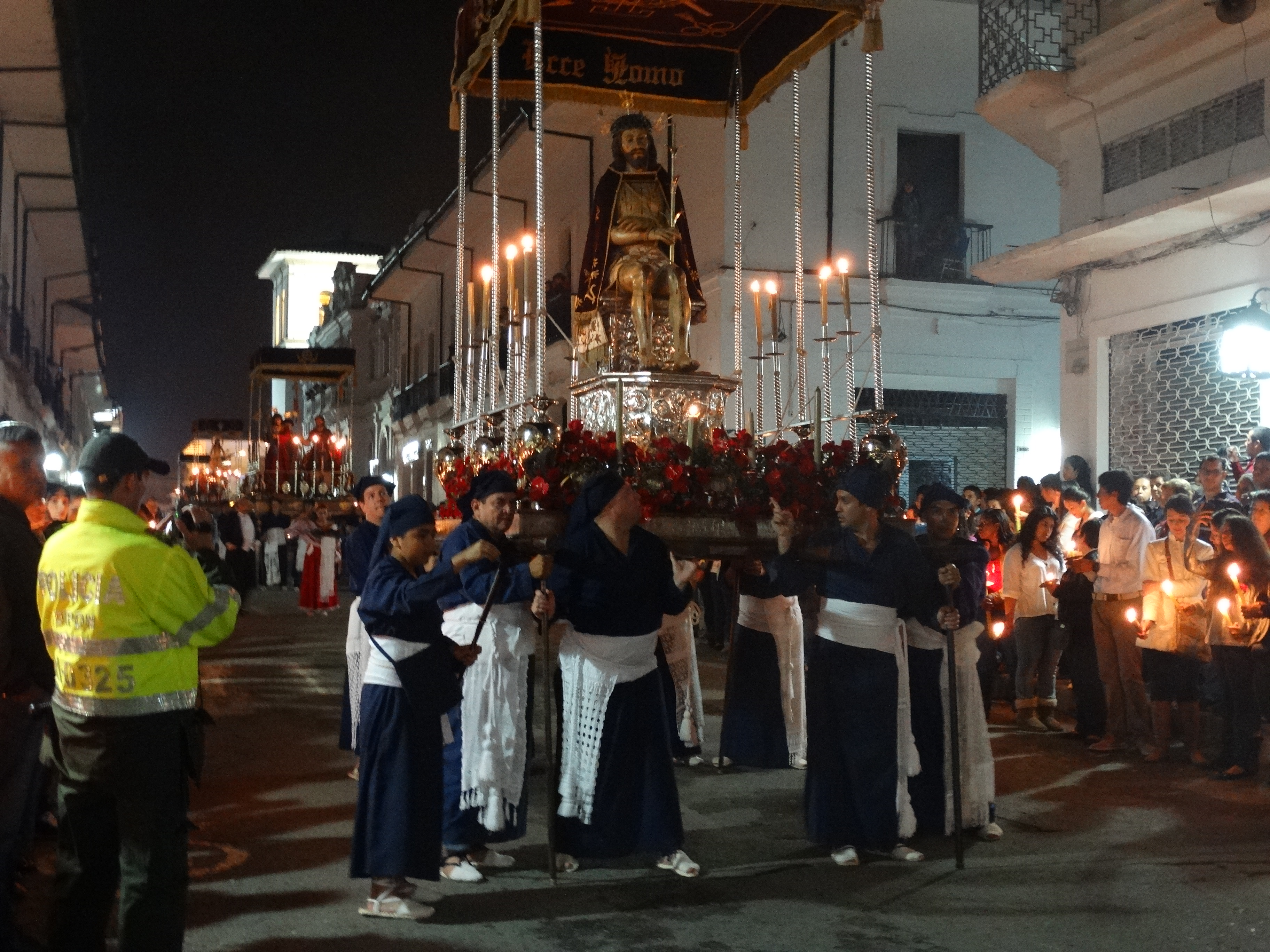
El Santo Ecce Homo desfila durante las procesiones del Domingo de Ramos, martes, miércoles y Jueves Santo

En lugar de cirios, el clero, las comunidades, congregaciones, asociaciones religiosas y el pueblo cristiano de Popayán porta las palmas bendecidas en todos los templos de la ciudad, para simbolizar la entrada triunfal de Jesús a Jerusalén. 
Orden del desfile
- Cruz procesional.
- Banda marcial de la Policía Nacional de Colombia. Unidad metropolitana de Popayán.
- El Señor caído. (el señor imagen payanesa. Siglo XVIII y el Ángel imagen quiteña. Siglo XVIII)
- Estandarte Junta Permanente Pro Semana Santa, portado el síndico del paso del Amo Ecce Homo y los miembros de la Orden de la Alcayata.[27]
- Arzobispo de Popayán, Cura rector del Santuario de Belén y capítulo metropolitano.

- El Santo Ecce Homo. (Réplica Payanesa de José Lamiel del siglo XX. Platería del siglo XXI por Rafael Ramos).
- Banda de músicos del Batallón José Hilario López del Ejército Nacional de Colombia.

### Lunes Santo
Misa del Carguero
En la Catedral Basílica de Nuestra Señora de la Asunción de Popayán y posterior a la eucaristía celebrada por el señor arzobispo de Popayán, y con la Junta Pro Semana Santa, imponen la condecoración de la Alcayata de oro a quienes "han portado con orgullo sobre sus hombros las imágenes de su devoción", entregan la Cruz de regidor y menciones de Honor a las personas que han contribuido a la conservación y el embellecimiento de la tradición.

#### Procesión del Lunes Santo
Procesión de La Institución de la Eucaristía, inicia y termina en el templo Conventual de El Carmen y en el Claustro Casa Rosada de la Universidad del Cauca.
Orden del desfile:
- Cruz procesional.
- Banda marcial de la Policía Nacional de Colombia. Unidad metropolitana de Popayán.
- San Andrés. (imagen de (Ibarra, Ecuador) por Jorge Yepes. Siglo XXI)
- San Bartolomé. (imagen de (Ibarra, Ecuador) por por Jorge Yepes. Siglo XXI)
- San Felipe. (imagen de (Ibarra, Ecuador) por Jorge Yepes. Siglo XXI)
- San Juan. (imagen de (Ibarra, Ecuador) por Jorge Yepes. Siglo XXI)
- Sexteto de Violines de la Universidad del Cauca.
- San Judas Tadeo. (imagen de (Ibarra, Ecuador) por Jorge Yepes. Siglo XXI)
- San Mateo. (imagen de (Ibarra, Ecuador) por Jorge Yepes. Siglo XXI)
- Estandartes de la Junta Procesional del Lunes Santo, portados por los siete miembros de la misma institución.
- La Institución de la Eucaristía. (Imagen española. Siglo XVIII)
- Banda de músicos y compañía de fusileros del Batallón José Hilario López. Ejército Nacional de Colombia.
- San Pedro. (Imagen de (Ibarra, Ecuador) por Jorge Yepes. Siglo XXI)
- Santiago el Mayor. (Imagen de (Ibarra, Ecuador) por Jorge Yepes. Siglo XXI)
- Santiago el Menor. (Imagen de (Ibarra, Ecuador) por Jorge Yepes. Siglo XXI)
- San Simón. (Imagen de (Ibarra, Ecuador) por Jorge Yepes. Siglo XXI)
- Grupo de violines y viola Adlibitum.
- Santo Tomás. (Imagen de (Ibarra, Ecuador) por Jorge Yepes. Siglo XXI)
- Amo Jesús de Yanaconas. (Imagen quiteña. Siglo XVIII)
- Coro gregoriano Ix an Terra Pax,
- La Cruz a Cuestas. (Imagen del Nazareno por Jorge Eliécer Portilla. Siglo XX. Inspirado en la imagen de Jesús Nazareno de la Hermandad del Silencio (Sevilla))
- Cristo en Agonía. (Imagen payanesa por Francisco Javier Perugache. Siglo XXI. Inspirado en Cristo de marfil)
- Cristo de las Lágrimas. (Imagen payanesa por Francisco Javier Perugache. Siglo XXI. Inspirado en el Cristo de los Cálices de la Catedral de Sevilla, España).
- Sacerdote de la Parroquia Amo Jesús de Yanaconas. Representante delegado del clero por la Arquidiócesis de Popayán.
- Nuestra Señora de los Dolores. (Imagen de la Virgen de origen Quiteño. Finales del siglo XVIII. Ángeles, circulo de Bernardo de Legarda. Quito Siglo XVIII)
- Banda marcial de la Academia Militar Tomás Cipriano de Mosquera

### Martes Santo

#### Procesión de la Caridad

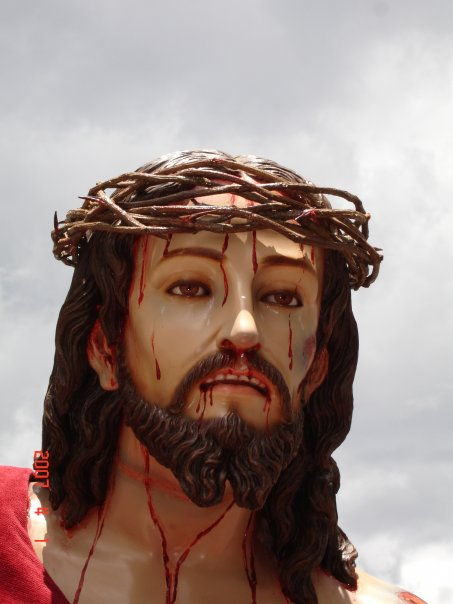
El encuentro de Jesús con las mujeres en la calle de la Amargura. Imagen del tallada por Alcides Montesdeoca en Ibarra Ecuador

Este desfile es muy diferente de los otros, se realiza en horas de la mañana y no hay pasos sino que la ciudadanía payanesa lleva comida y objetos de uso y aseo personal a las prisiones y a los ancianatos de la ciudad, inicia en la plazoleta de la iglesia de San Francisco y termina en el asilo San Vicente de Paul sobre la carrera 8 con calle 10, en esta procesión participan algunos colegios públicos y privados, entidades y organizaciones como UNIVOLCA que llevan los víveres ellos mismos y en carros pequeños apoyados por el Grupo Juvenil de la Junta Permanente Pro Semana Santa, esto se hace en recuerdo del buen Ladrón (San Dimas) que murió a la derecha de Jesús, y demuestra la solidaridad y el apoyo a las personas menos favorecidas.
Orden del desfile:
- Cívica Infantil y Juvenil.
- Cruz procesional.
- Banda marcial de la Policía Nacional de Colombia. Unidad metropolitana de Popayán.
- Estandarte Junta Permanente Pro Semana Santa, portado por el presidente del grupo juvenil de esta organización y demás miembros.
- San Francisco de Asís. (imagen quiteña (círculo de Caspicara). Siglo XVIII)
- Representantes y Estandarte del Colegio Centro del Inmaculado Corazón de María (CICMA) portando ayudas y víveres para los necesitados.
- Banda marcial del Colegio de Nuestra Señora de Fátima de Popayán. (NuSeFa)

#### Procesión Nocturna de Nuestra Señora de los Dolores
Procesión de Nuestra Señora de los Dolores, inicia y termina en la iglesia de San Agustín.
Orden del desfile:
- Ánimasola (Personaje anónimo con vestimenta de carguero y rostro cubierto por el capirote portando una campana)
- Cruz procesional.
- Banda marcial de la Escuela de Cadetes General Francisco de Paula Santander de la Policía Nacional de Colombia.
- San Juan evangelista. (imagen española. Siglo XVIII)
- La Magdalena. (imagen española. Siglo XVIII)
- La Verónica. (imagen española. Siglo XVIII)
- El señor del huerto. (imagen española. Siglo XX)
- Orfeón Obrero-Coral Pabón
- El prendimiento. (imágenes quiteñas. Siglo XVIII)
- La negación. (El señor atado a la columna relacionado con el taller del Padre Carlos, San Pedro escultura de origen quiteño siglo XVIII. Sayón, obra payanesa. Siglo XVIII.)
- Los azotes. (El señor atado a la columna relacionado con el taller del Padre Carlos, imágenes quiteñas. Siglo XVIII)
- El Señor caído. (el señor imagen payanesa. Siglo XVIII y el ángel imagen quiteña. Siglo XVIII)
- Orquesta de cámara junta permanente pro semana santa
- El Santo Ecce homo. (réplica Payanesa de José Lamiel del siglo XX. El original es Quiteño del siglo XVII)
- El encuentro de Jesús con las mujeres en la calle de la amargura. (La imagen de Jesús fue elaborada en Ibarra, por Alcides Montesdeoca, siglo XXI. La virgen María y santa Marta son de origen quiteño (círculo de Caspicara), siglo XVIII).
- El amo Jesús. (imágenes españolas. Siglo XVIII)
- El señor del perdón. (Imagen española. Siglo XVIII, aureola del Cristo confeccionada en el año 1809 con 49 esmeraldas. El mundo es en plata ley 900 con el escudo de Popayán en oro y las cruces de Jerusalén elaboradas en Rubíes).
- Banda de músicos. Fuerza Aérea Colombiana
- Estandarte Junta Permanente Pro Semana Santa, portado por el alcalde de la ciudad de Popayán, sus secretarios y miembros del Concejo municipal.
- El Calvario. (El Cristo es una imagen española (hispanoárabe) del siglo XVII. San Juan y la Virgen, españolas. Siglo XVIII).
- El Cristo de la Sed. (Cristo, Dolorosa, san Juan y soldado romano; Imágenes payanesas por Raúl Perugache. Siglo XXI).
- El crucifijo. (Imagen española atribuida a Diego de Siloe, siglo XVI. Cruz en plata orfebrería payanesa siglo XX elaborada por Luis Carlo Valencia Guevara. (Perteneció a la orden de Agustinos)).
- Cura párroco del Templo de San Agustín.
- Nuestra Señora de los Dolores. (imagen española. Siglo XVIII. Trono y rayos en plata elaborados por José Arboleda. Daga en plata y corazón en oro con piedras preciosas donado por el presbítero Ignacio Tenorio y Carvajal, a finales del siglo XVIII. Vestidos adquiridos en Francia en el siglo XVIII por Tomás Olano Olave.
- Banda de músicos y compañía de fusileros del Batallón José Hilario López. Ejército Nacional de Colombia.

### Miércoles Santo

#### Procesión Chiquita o de los Niños

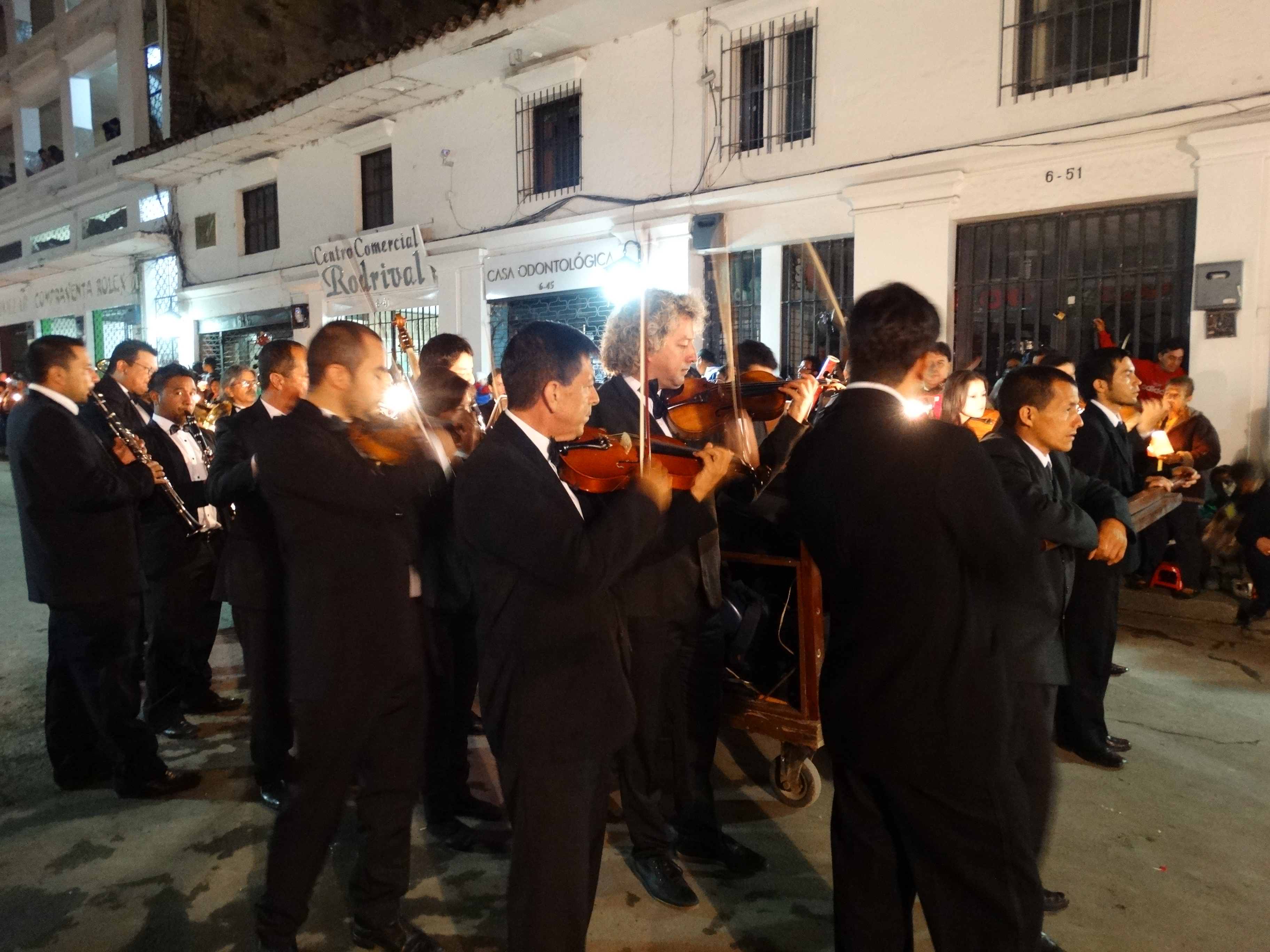
Orquesta de Cámara, interpretado sonidos litúrgicos. Procesión del miércoles Santo

Procesión infantil realizada con pasos e imágenes a pequeña escala por las calles del sector histórico de la ciudad en horas de la tarde. Inicia y culmina en la iglesia de San José. Esta procesión esta hermanada con la ciudad italiana de Caltanissetta de la Real maestranza de Sicilia.
Los pasos son:
| - San Juan evangelista - La Magdalena - La Verónica - El señor del huerto - El prendimiento - La negación | - La sentencia - Los azotes - El señor caído - La coronación - El amo ecce homo - La cruz a cuestas | - El señor del perdón - La crucifixión - El cachorro (El señor de la expiración) - La piedad - El santo sepulcro - Nuestra señora de los Dolores |

#### Procesión Nocturna del Amo Jesús

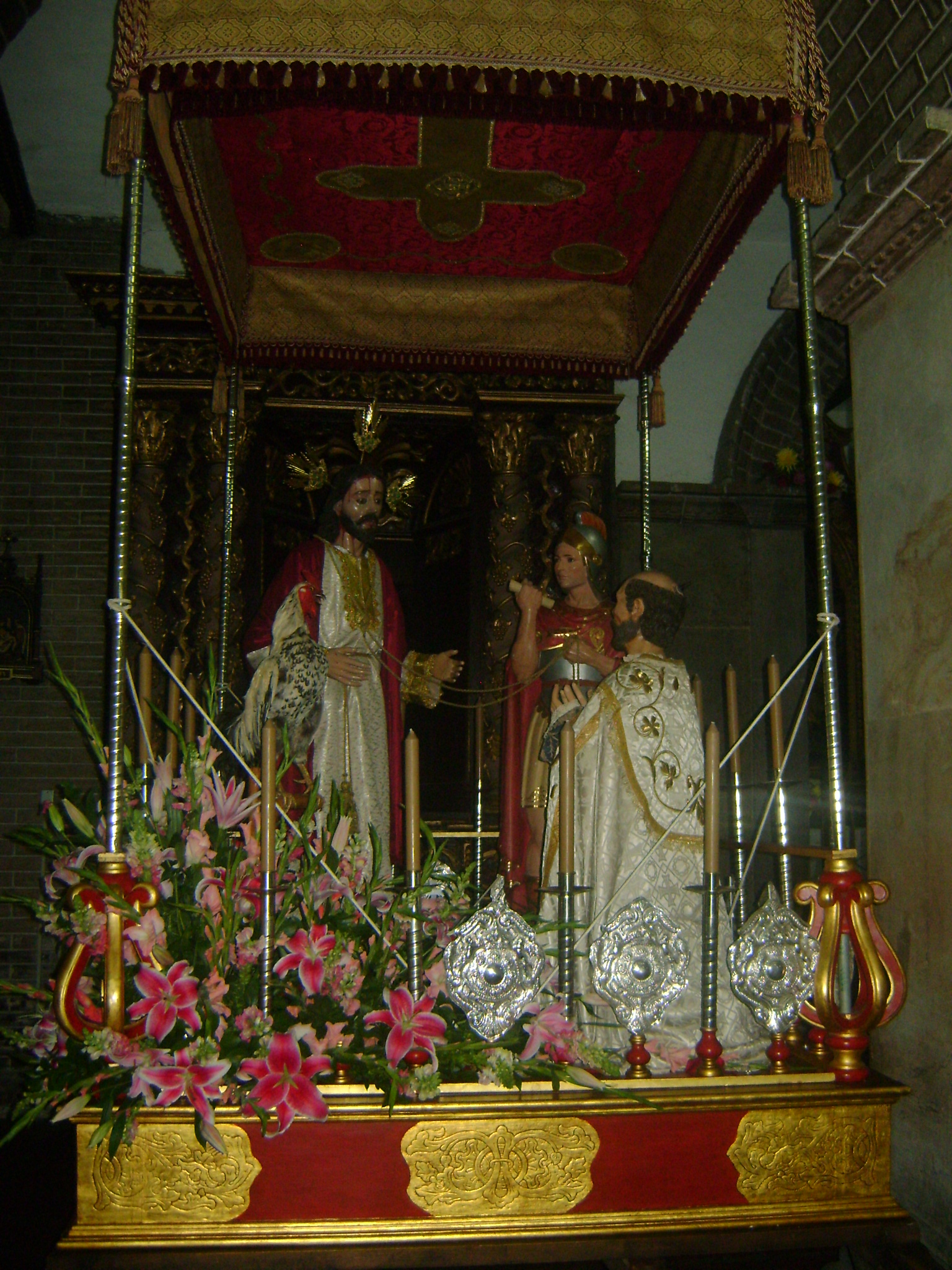
Paso de la negación (Miércoles Santo), en este desfila la imagen de Amo Jesús de Puelenje

Procesión del Amo Jesús, inicia y termina en la Ermita de Jesús Nazareno. 
- Ánimasola (Personaje anónimo con vestimenta de carguero y rostro cubierto por el capirote portando una campana)
- Cruz procesional.
- Banda marcial de la Escuela de Cadetes General Francisco de Paula Santander de la Policía Nacional de Colombia.
- San Juan evangelista. (Imagen española (Escuela artística de Sevilla). Siglo XVI)
- La Magdalena. (imagen peruana. siglo XIX)[34]
- La Verónica. (imagen española. Siglo XVIII)
- La oración. (imágenes quiteñas. Siglo XX)
- Orfeón Obrero-Coral Pabón
- El prendimiento. (imágenes quiteñas. Siglo XVIII)
- La negación. (El nazareno es el Amo Jesús de Puelenje, Siglo XVIII. San Pedro imagen quiteña elaborada por Manuel Chili Caspicara. Siglo XVIII y Centurión romano, imagen quiteña. Año 1956)
- Los azotes (imágenes quiteñas. Siglo XVIII)
- Orquesta de cámara junta permanente pro semana santa
- El Señor caído. (el señor imagen payanesa. Siglo XVIII y el ángel imagen quiteña. Siglo XVIII)
- El Santo ecce homo. (Réplica Payanesa de José Lamiel del siglo XX)
- El encuentro de Jesús con las mujeres en la calle de la amargura. (La imagen de Jesús fue elaborada en Ibarra, por Alcides Montesdeoca, siglo XXI. La virgen María y santa Marta son de origen quiteño (circulo de Caspicara), siglo XVIII).
- El Amo Jesús. (El señor imagen italiana (Roma). Siglo XVI. Romano y Cirineo imágenes quiteñas, siglo XVIII)
- El despojo. (El señor imagen quiteña. Siglo XVII (antiguo Amo Jesús de la catedral de Popayán). Sayones tallas en madera de origen quiteño del año 1956 elaboradas por A. Rodríguez[20].
- Banda marcial de la Policía Nacional de Colombia. Unidad metropolitana de Popayán
- El Señor del perdón. (Imagen española. Siglo XVIII, aureola del Cristo confeccionada en el año 1809 con 49 esmeraldas. El mundo es en plata ley 900 con el escudo de Popayán en oro y las cruces de Jerusalén elaboradas en Rubíes).
- Estandarte de la Junta Permanente Pro Semana Santa, portado por el comandante de la Región N°4 (Suroccidental) de Policía Nacional de Colombia, oficiales y suboficiales.
- El Cristo de la Sed. (Cristo, Dolorosa, san Juan y soldado romano; Imágenes payanesas por Raul Perugache. Siglo XXI).
- El Cristo en agonía. (Imagen Española (Escuela artística de Sevilla). Siglo XVI)
- El Cristo de la buena muerte. (Imagen Francesa (Perteneció a la Orden de los Camilianos). Siglo XVII)
- Cura rector de la Ermita de Jesús Nazareno.
- La Dolorosa. (Imagen española (Escuela artística de Sevilla). Siglo XVI)
- Banda de músicos y compañía de fusileros del Batallón José Hilario López. Ejército Nacional de Colombia.

### Jueves Santo
Procesión del Santo Cristo de la Veracruz, inicia y termina en la iglesia de San Francisco.
Orden del desfile:

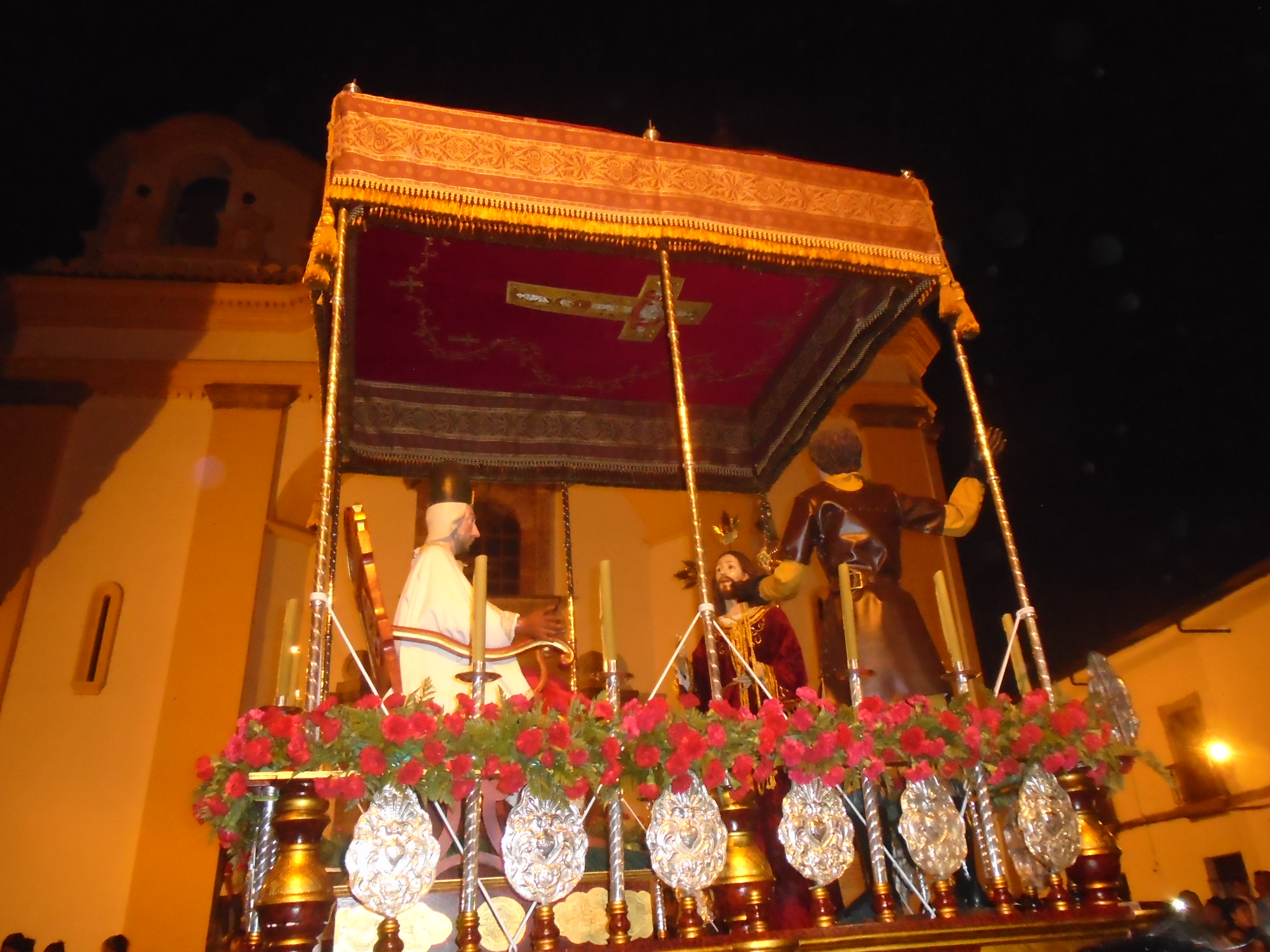
Paso La Sentencia (Jesús ante Anás). Procesión del Jueves Santo

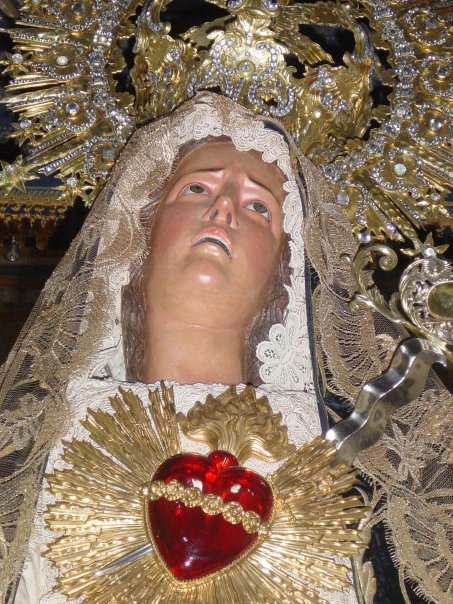
La Dolorosa. Imagen Española del que desfila en la procesión del Jueves Santo

- Ánimasola (Personaje anónimo con vestimenta de carguero y rostro cubierto por el capirote portando una matraca)
- Cruz procesional.
- Banda marcial de la Escuela de Cadetes General Francisco de Paula Santander de la Policía Nacional de Colombia.
- San Juan evangelista. (imagen española. Siglo XVIII)
- La Magdalena. (imagen española. Siglo XVIII)
- La Verónica. (imagen española. Siglo XVIII)
- El Señor del huerto. (El señor círculo escultórico de Pedro Roldán (Sevilla), siglo XVII. Ángel Egudiel. español, Siglo XVIII)
- El beso de judas. (El señor imagen quiteña. Siglo XVIII. San Pedro, Judas y sayón imágenes ecuatorianas, año 1956)
- Orfeón Obrero-Coral Pabón
- El prendimiento. (El señor del prendimiento, círculo escultórico de Pedro Roldán (Sevilla), siglo XVII. Sayones de origen español. Siglo XVIII).
- La sentencia. (El señor ante Anás) (imágenes españolas. Siglo XVIII)
- Los azotes. (el señor imagen italiana (Pisa). Siglo XVIII y los sayones imágenes españolas. Siglo XVIII)
- La coronación. (imágenes españolas. Siglo XVIII)
- Orquesta de cámara Junta Permanente Pro Semana Santa.
- El Santo ecce homo. (réplica hecha en Popayán por el español José Lamiel del siglo XX)
- La cruz a cuestas. (imágenes españolas. Siglo XVIII)
- El Señor del perdón. (Imagen española. Siglo XVIII, aureola del Cristo confeccionada en el año 1809 con 49 esmeraldas. El mundo es en plata ley 900 con el escudo de Popayán en oro y las cruces de Jerusalén elaboradas en Rubíes).
- Banda marcial de la Policía Nacional de Colombia. Unidad metropolitana de Popayán
- La crucifixión. (imágenes españolas. Siglo XVIII)
- El Calvario. (El Cristo y San Juan tallas payanesas, siglo XXI por Raúl Perugache. Virgen Dolorosa de origen Quiteño Siglo XVIII)
- El Señor de la expiración. (imagen española elaborada por José Lamiel. Siglo XX, réplica del Cachorro de la Hermandad de El Cachorro (Sevilla))
- Estandarte Junta Permanente Pro Semana Santa portado por el comandante de la III División del Ejército Nacional de Colombia y cuerpo de oficiales y suboficiales.
- El Santo Cristo de la Veracruz. (imagen española (Sevilla) atribuida a Juan Martínez Montañés. (año de 1600) Siglo XVII).[36]
- Cura párroco del Templo de San Francisco
- La Dolorosa. (imagen española. Siglo XVIII)
- Banda de músicos y compañía de fusileros del Batallón José Hilario López. Ejército Nacional de Colombia.

### Viernes Santo
Procesión del Santo Entierro de Cristo, inicia y termina en la iglesia de Santo Domingo.
Orden del desfile:

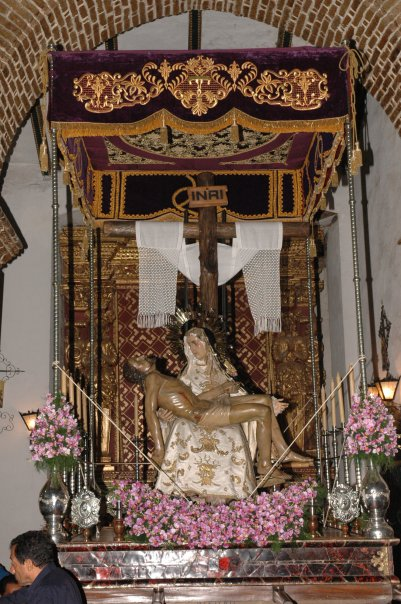
La Piedad. Imagen payanesa. Con adornos florales morados del día Viernes Santo

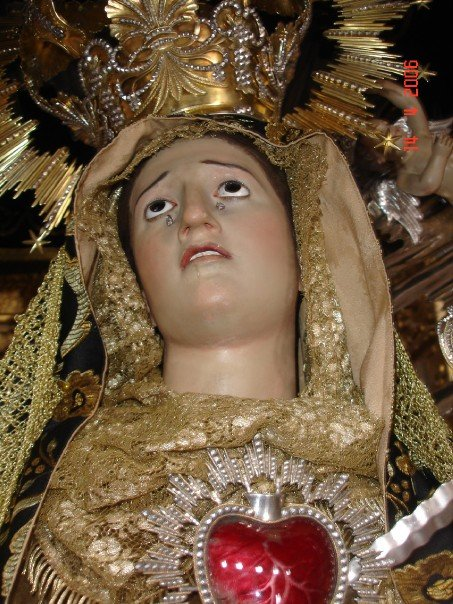
Virgen de la Soledad, Procesión Viernes Santo. Popayán, Colombia.

- Ánimasola (Personaje anónimo con vestimenta de carguero y rostro cubierto por el capirote portando una matraca)
- Cruz procesional.
- Banda marcial de la Escuela de Cadetes General Francisco de Paula Santander de la Policía Nacional de Colombia.
- La muerte. (el esqueleto es de origen alemán. El ángel (Arcángel Miguel)[17] imagen quiteña Siglo XVIII y el dragón imagen payanesa. Siglo XVIII). La imagen del dragón tiene siete (7) cabezas que representan los siete pecados capitales.
- María Salomé. (imagen quiteña. Siglo XX)
- La Verónica. (imagen quiteña de Bernardo de Legarda. Siglo XVIII)
- Orfeón Obrero-Coral Pabón
- María Magdalena. (imagen quiteña. Siglo XX)
- El varón del martillo. (San Nicodemo, imagen quiteña. Siglo XVIII)
- El varón de las tenazas. (San José de Arimatea, imagen española. Siglo XVIII)
- Orquesta de cámara Junta Permanente Pro Semana Santa de Popayán.
- El santo Cristo. (Antiguo Cristo de la ceremonia del descendimiento procedente de España (Escuela artística de Sevilla). Siglo XVIII)
- El descendimiento. (El Señor imagen elaborada por Alcides Montesdeoca, año 1999 (Ibarra, Ecuador). Ángeles, imágenes quiteñas pertenecientes al círculo de Bernardo de Legarda, siglo XVIII)
- La Piedad. (Escultura payanesa por Alfonso de los Reyes Peñaherrera. Siglo XX)
- Banda de músicos. Fuerza Aérea Colombiana
- El traslado de Cristo al sepulcro. (El Señor imagen de (Ibarra, Ecuador) inspirado en el Cristo de la caridad de la Hermandad de Santa Marta (Sevilla) Siglo XXI, José de Arimatea y Nicodemo imágenes del siglo XVII XVII de origen quiteño)
- Las insignias. (imágenes quiteñas. Siglo XVIII)
- San Juan evangelista. (imagen quiteña. Siglo XVIII)
- Portadores de la corona de espinas y los clavos (Los dos mejores estudiantes de la Universidad del Cauca)
- Estandarte Junta Permanente Pro Semana Santa portado por el rector de la Universidad del Cauca y su cuerpo de decanos.
- El santo sepulcro. (El señor yacente fue inspirado en el Cristo de Gregorio Fernández (1627), elaborado por José Lamiel. Siglo XX. El Sepulcro enchapado en carey, marfil y plata dorada de origen español (Sevilla), siglo XVIII. El sepulcro tiene incrustada un fragmento de roca del Sepulcro de Cristo de Jerusalén, traída a la ciudad en 1950 en una comitiva liderada por el arzobispo Diego María Gómez Tamayo y monseñor Gustavo Vallecilla)
- Cura párroco del Templo de Nuestra Señora del Rosario o Santo Domingo
- Orden del Santo Sepulcro de Jerusalén, sección de Popayán
- Arzobispo de Popayán y capítulo metropolitano seminario mayor de Popayán
- Santísima Virgen Dolorosa de la Soledad. (Imagen española (Cádiz) atribuida a José Fernández Guerrero. Siglo XVIII).
- Banda de músicos y compañía de fusileros del Batallón José Hilario López. Ejército Nacional de Colombia.

### Sábado Santo
Procesión de Nuestro Señor Jesucristo Resucitado, inicia y termina en la Catedral Basílica de Nuestra Señora de la Asunción de Popayán. El estandarte de la junta permanente pro Semana Santa es portado por el Gobernador del Departamento del Cauca y Diputados. Los pasos son:
Orden del desfile:
- Ánimasola (Personaje anónimo con vestimenta de carguero y rostro descubierto por el capirote portando una campana)
- Cruz procesional Arzobispal.
- Banda marcial de la Escuela de Cadetes General Francisco de Paula Santander de la Policía Nacional de Colombia.
- Cirio pascual. (Candelabro del cirio en bronce (elaborado en Francia). Siglo XIX.[39] Ángeles imágenes quiteñas. Siglo XVIII)
- María Salome. (imagen española. Siglo XVIII)
- María la madre de Santiago. (Imagen quiteña. Siglo XX)
- Banda de músicos. Fuerza Aérea Colombiana
- María Magdalena. (Imagen quiteña. Siglo XVIII)
- Ángel de la resurrección. (Imagen esculpida por el español José Lamiel. Perteneció originalmente al paso de la oración del miércoles Santo.)[22]
- San Juan evangelista. (imagen quiteña. Siglo XVIII)
- San Pedro. (imagen española. Siglo XVIII)
- Nuestra Señora la Virgen de la Pascua. (imagen talla de Alcides Montesdeoca. 1996 (Ibarra, Ecuador))
- Estandarte Junta Permanente Pro Semana Santa, portado por el Gobernador del departamento del Cauca.
- Arzobispo de Popayán y capítulo metropolitano con el seminario mayor de Popayán
- Nuestro Señor Jesucristo resucitado. (imagen talla de Alcides Montesdeoca. 1998 (Ibarra, Ecuador). Inspirado en el Cristo de la Hermandad de la Resurrección (Sevilla))
- Orden del Santo Sepulcro de Jerusalén, Sección Popayán.
- Banda de músicos y compañía de fusileros del Batallón José Hilario López. Ejército Nacional de Colombia.

## Pasos
Durante todas las noches de la Semana Santa desfilan entre 9 y 17 pasos que están hechos en plataformas de fina madera con 4 "barrotes" al frente y 4 atrás para los hombros de los encargados de transportarlas (cargueros).  

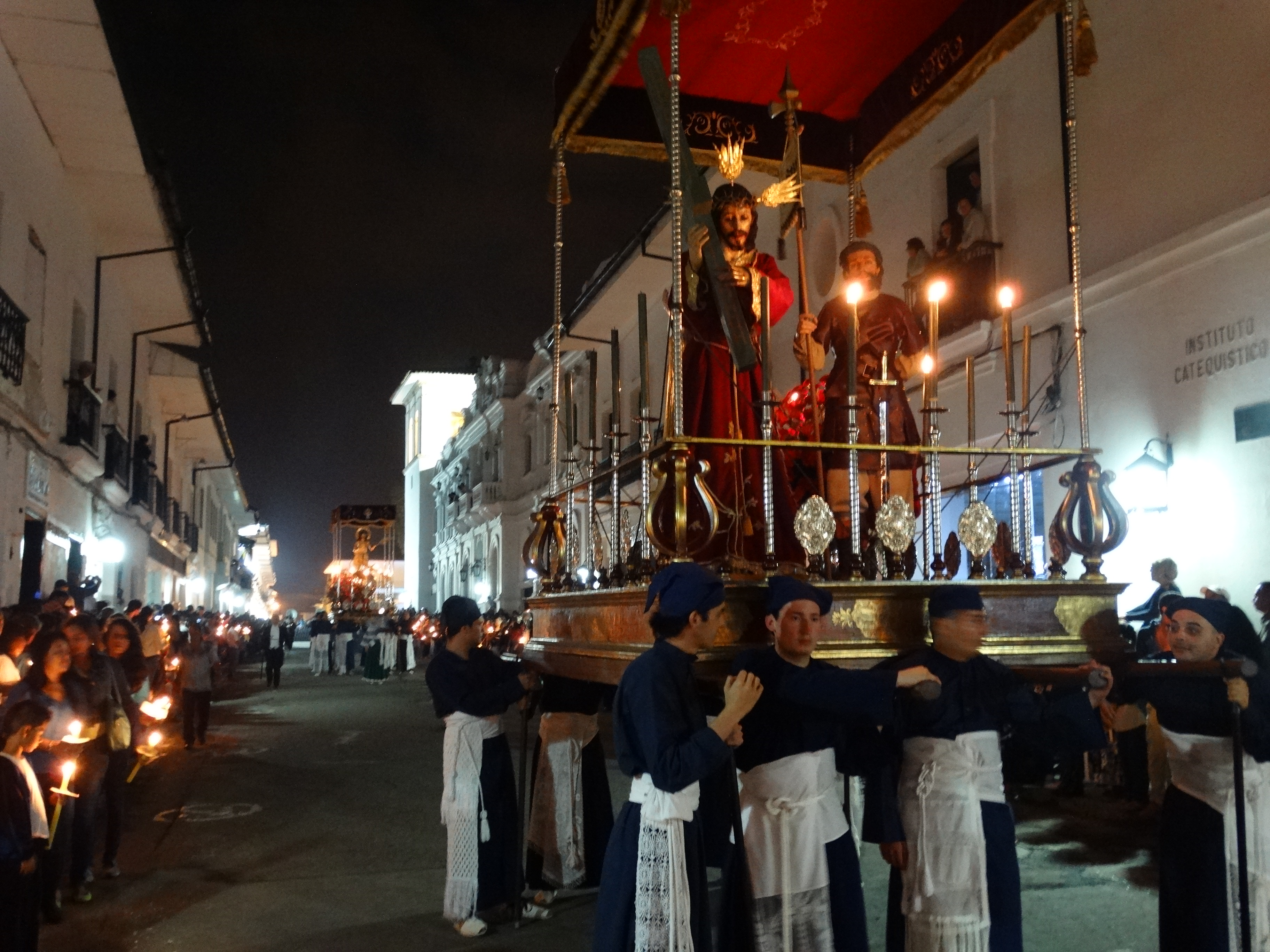
La Cruz a Cuestas (imágenes españolas. Siglo XVIII). Procesión del Jueves Santo

Cabe indicar que solo los pasos o andas que llevan imágenes o figuras de Cristo y/o la Virgen María llevan el palio o sitial en símbolo de realeza. Estos sitiales están hechos en finas telas como terciopelo y poseen bordado de oro con flecos de canutillo. 
De otro lado, dependiendo del día en que procesión las andas guardan colores o acabados especiales en su apariencia. Tal como se describe a continuación: 
- Lunes Santo: Carteras y Paramentos llevan el color blanco y dorado.

- Martes Santo: Carteras y Paramentos en su mayoría no llevan color, predomina la madera embarnizada.
- Miércoles Santo: Carteras y Paramentos de colores y técnicas mixtas.
- Jueves Santo: Carteras y Paramentos llevan el color rojo colonial y dorado.
- Viernes Santo: Carteras y Paramentos en su mayoría están cubiertos con Carey (piel de tortuga).
- Sábado Santo: Carteras y Paramentos llevan el color verde y dorado.

Sobre las andas son llevada las Imágenes que proceden de diversas escuelas artísticas del mundo. Por ejemplo, español; andaluz, sevillano, quiteño, italiano y payanes de los siglos XVI, XVII, XVIII, XIX y XX.
Entre los cargueros existe una caracterización de los pasos más pesados. Entre los que vale la pena mencionar:
- El Cristo de la Sed. (Cristo, Dolorosa, Apóstol San Juan y Centurión; Imágenes Payanesas elaboradas por Raúl Perugache. Siglo XXI). (Martes y Miércoles Santo)
- El encuentro de Jesús con las mujeres en la calle de la Amargura: Talla en madera del siglo XXI. (Martes y Miércoles Santo)
- La santísima virgen dolorosa de la soledad: Imagen traída desde España en el siglo XVIII donada por la familia Caldas y Tenorio con adornos en plata repujada, carey y oro. Este paso pesa más de 80 arrobas. (Viernes Santo)
- Las insignias: Imágenes quiteñas del siglo XVIII. Originalmente eran 40 ángeles hoy solo son 6. (Viernes Santo)
- El beso de Judas: El señor imagen quiteña. Siglo XVIII. Apóstol, Judas y sayón imágenes ecuatorianas, año 1956. (Jueves Santo)
- La Santísima virgen Dolorosa de san Agustín: Imagen del siglo XVIII de origen español con adornos de oro y plata. (Martes Santo)
- La crucifixión: Imágenes de origen español del siglo XVIII. (Jueves Santo)

## Cargueros
Los cargueros son las personas encargadas de llevar el paso durante la procesión, según la tradición solo pueden ser hombres. Los cargueros llevan sobre sus hombros los barrotes y van vestidos con túnica azul y paño blanco en la cintura amarrado con un cíngulo. Los cargueros de Viernes Santo llevan el paño atravesado sobre su pecho con una corona de flores moradas pequeña que simboliza luto. Sobre su cabeza llevan el capirote pero hacia atrás, diferente como se usa en España. 
El sábado santo los cargueros llevan túnica blanca y paño rojo en la cintura amarrado con un Cíngulo simbolizando el triunfo de Cristo sobre la muerte por medio de la resurrección.

## Sahumadoras
Las sahumadoras son mujeres entre los 17 y los 22 años que llevan sobre sus manos unos pebeteros adornados con flores en donde portan brasas de carbón sobre los que echan una resina muy aromática llamada sahumerio, las sahumadoras van vestidas de ñapanga y van delante de los pasos que llevan imágenes de Cristo y La virgen María. Las sahumadoras y los cargueros son insignia importante de la Semana Santa en Popayán

## Convención de los arreglos florales
Cada procesión desfila con flores de color diferente con su particular significado:
- Lunes santo: Las flores amarillas que adornan sus pasos representan la solemnidad por la gran fiesta de la institución de la sagrada eucaristía.
- Martes santo: Las flores blancas que adornan sus pasos simbolizan la pureza de la víctima: Jesucristo.
- Miércoles santo: El color rosa de sus flores expresa el gozo de la humanidad por su inmediata redención.
- Jueves Santo: Las flores rojas de esta noche simbolizan el infinito amor que expresó Cristo al instituir la sagrada eucaristía.
- Viernes Santo: La floración morada de sus pasos, le recuerda a la pecadora humanidad: La Penitencia, Para que sea efectivo el sacrificio del hombre Dios
- Sábado Santo: Con la imagen de Cristo resucitado su paso será engalanado con flores multicolores para simbolizar el triunfo de la redención que Cristo alcanzó para el género humano con su vida, muerte y resurrección.

## Eventos simultáneos y relacionados con la Semana Santa
- Festival de música religiosa de Popayán,[40] iniciado en la década de 1960 y declarado Patrimonio Cultural de la Nación mediante la Ley 891 de 2004.[41] En él participan coros, solistas y artistas provenientes de todo el mundo, especializados en música sacra. En este festival participan artistas internacionales como: María Guinand, Rachel Barton Pine, Rossen Milanov, Martin Massan, Pepe Romero, Teresita Gómez entre otros.

- Exposición nacional de orquídeas,[42] en el claustro del Carmen de la Universidad del Cauca realizada por la asociación payanesa de orquideología.

- Muestra artesanal Manos de Oro,[43] en el claustro de Santo Domingo de la Universidad del Cauca, en donde se expone el trabajo de los artistas nacionales y extranjeros. En otros sitios de la ciudad también se realizan muestras artesanales y gastronómicas.

- Muestras de arte religioso,[44] en el museo arquidiocesano de arte Religioso destacándose la muestra de custodias y joyas de las diferentes iglesias de la ciudad. Incluye exposición de esculturas religiosas provenientes del Ecuador.

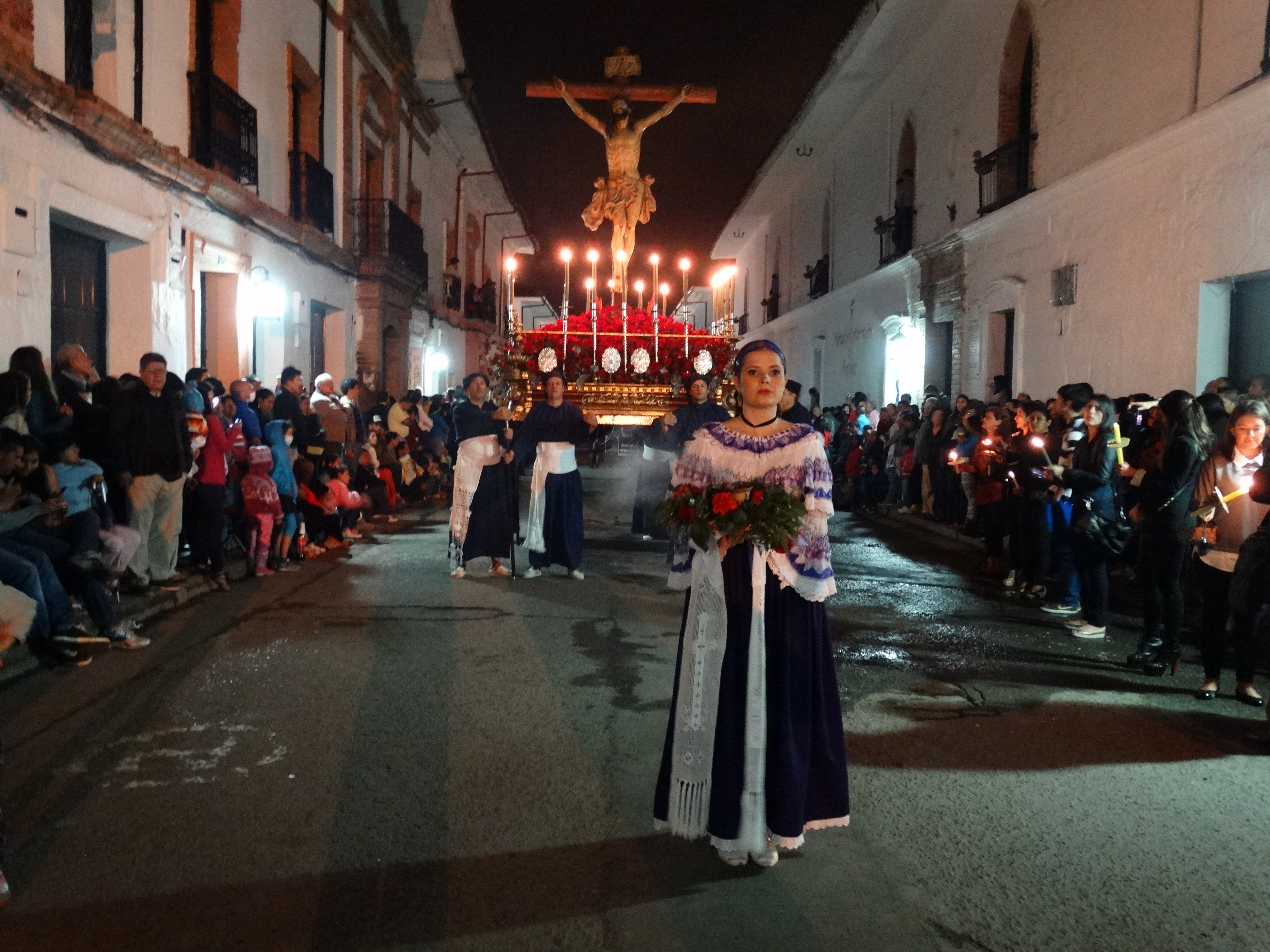
El señor de la expiracion (Copia del Cachorro de la Hermandad de El Cachorro (Sevilla)), Fue esculpido en 1960 por José Lamiel, en España, encargo de Guillermo León Valencia, Presidente de Colombia

- Congreso de España e hispanoamericana de cofradías, hermandades y juntas de Semana Santa. Es un evento organizado por la Junta permanente pro Semana Santa de Popayán y que se realiza desde el año 2007 en el mes de agosto, cada dos años en Popayán. Constituye un certamen que permite periódicamente, evaluar y discutir en forma organizada, programada y constructiva la situación actual de la tradición de la Semana Santa en ciudades de Colombia, de América y de países europeos como España. Durante el congreso se realizan sesiones plenarias, conferencias, paneles, presentación de temas y discusión en grupos, reflexión de expertos, relatorías, junto con exposición de pasos de la Semana Santa de Popayán, una muestra de nuestras procesiones, trabajos libres, actos sociales y videos sobre el tema, así como exposición de pinturas y otras actividades culturales relacionadas.[45]

- Procesiones Chiquitas. Durante la semana posterior a la Semana Santa en las calles del centro de Popayán desde finales del siglo XIX se realizan procesiones infantiles, es decir procesiones con pasos e imágenes a pequeña escala en donde participan niños entre los 6 y 12 años. Esta procesiones son réplicas de los desfiles realizados en Semana Santa y actualmente son organizados y dirigidos por la Fundación Cultural Pedro Antonio Paz ya que desde 1949, Pedro Antonio Paz Rebolledo logró organizar y realizar dichos desfiles con el apoyo de la comunidad payanesa convirtiéndose en un acto simbólico de la imitación de los niños que quieren llegar a ser cargueros o regidores como los adultos, ya que visten los mismos atuendos y sus personajes son los mismos que desfilan en la procesiones de la semana mayor. Los desfiles comienzan el martes y terminan el sábado con igual orden al de la Semana Santa de Popayán, iniciando y terminando en la casa cural de la iglesia de San Francisco. Actualmente el miércoles santo desfila un procesión chiquita en la tarde para dar a conocer este evento a propios y extranjeros.

## Procesiones de Semana Santa hermanadas con las de Popayán
- Semana Santa en Málaga (España)
- Semana Santa en Murcia (España)
- Semana Santa en Zamora (España)
- Semana Santa en Santiago de Compostela (España)
- Semana Santa en Caltanissetta (Italia).
- Semana Santa en Santa Fe de Antioquia (Colombia)
- Semana Santa en Santander de Quilichao (Colombia)

## Glosario
Los términos más usuales en la Semana Santa de Popayán son:
- ACOTEJAR: Equilibrar la estatura de los cargueros para distribuir de manera pareja el peso del paso.

- AGACHARSE: En el momento de cargar, es la acción de esquivar el peso del paso, recogiendo un poco el cuerpo, lo que perjudica a los compañeros de carguío.

- ALCAYATA: Horquilla de hierro forjado, empotrada en un palo, generalmente de chonta, en cuyo extremo inferior lleva un anillo de hierro. Las alcayatas que deben llevar los cuatro cargueros esquineros, tienen como misión sostener el paso durante los descansos a lo largo de la procesión.

- ALCAYATA DE ORO: Máxima condecoración que se les otorga a los cargueros de más antigüedad y que mínimo hayan cargado por espacio de 35 años continuos.

- ALUMBRANTES: Feligreses y devotos que con una vela o hachón encendido, acompañan desde los andenes el desfile sacro, lo que les imparte más imponencia a las procesiones. Esta participación del pueblo es fundamental porque significa, además de devoción y sacrificio, la defensa de la tradición.

- ANDAS: Plataformas en madera, dotadas de los respectivos barrotes sobre los cuales van las imágenes que representan la Pasión.

- ALPARGATAS: Típicas sandalias de suela de cabuya y capellada de pabilo.

- ARANDELA: Candelabro que va sobre el falso.

- ARMAR EL PASO: Condicionar las andas con sus carteras, imágenes y sitial, entre otros elementos, a fin de dejar listo el paso para su posterior arreglo ornamental. Esta labor se comienza el sábado anterior a la Semana Santa y se ejecuta en las iglesias de donde salen las respectivas procesiones.

- BARRENDERO: Personaje que abre las procesiones, cuya labor es barrer las calles por donde, minutos después, aparecerá la procesión.

- BARROTE: Cada uno de los maderos, que sobresaliendo unos 60 o 70 centímetros del esqueleto del paso, sirven para que el carguero "meta el hombro".

- BASTIDOR: Marco de madera que sostenido sobre las cuatro o seis varillas del paso, apoya también el cielo y los callos.

- CAPIROTE: Gorro de tela azul, usado por los cargueros, del cual sobresale una prolongación triangular que se echa hacia atrás para dejar la cara al descubierto.

- CALLO: Promontorio que se les forma en el hombro a los cargueros veteranos, debido al roce del barrote. Es un trofeo que el carguero exhibe con orgullo.

- CALLOS: Sectores de telas muy finas, generalmente con bordados alusivos a la Pasión. Rodean el sitial.

- CARGUÍO: Arte de saber cargar los pasos. Se obtiene con la experiencia.

- CAMPANILLA: Se usa para abrir las procesiones de martes y miércoles. Tiene por objeto avisar a los espectadores el arribo del desfile sacro. Enseguida aparecen la Cruz Alta y los dos ciriales.

- CARTERAS: Marcos de las andas, decorados generalmente en oro sobre fondo rojo o azul. Las de Santo Domingo están forradas en carey.

- CÍNGULO: Cordón blanco que termina en dos borlas que caen sobre el túnico del carguero. El cíngulo va sobre el paño que lleva el carguero en la cintura.

- COTEJA: La adecuada y proporcional medida que deben tener los cargueros en un paso, para que éste no se descompense. De los ocho cargueros que llevan el paso, los esquineros deben ser más altos que los del centro.

- DESENFUERCE: Luego de la Semana Santa, en la residencia de uno de los cargueros se ofrece una comida para "recuperar fuerzas", después de la cargada. El tema de conversación gira alrededor del carguío. Se hace una evaluación sobre las faltas y aciertos.

- ENFUERCE: Reunión social antes de la Semana Santa, en la casa de un semanasantero, para hablar de las procesiones, el arreglo de los pasos, la coteja, etc. El acto se celebra con una comida, remojada con algunos licores para tener "fuerzas" durante el carguío.

- FALSO: Madero redondo, forrado en plata, sobre el cual va la arandela que sostiene la vela.

- HACHONES: Velas largas que portan los alumbrantes.

- JARRAS: Bases del sitial o palio. Algunas están construidas en madera, otras en plata repujada. Forman parte de los paramentos del paso.

- LLEVAR BIEN EL PASO: Cargar en forma elegante y armónica, sin demostrar cansancio.

- MALLAS: Medallones de plata repujada muy artísticos que se colocan entre vela y vela en contorno del paso.

- MATRACA: Instrumento de tabla, provisto de unas argollas que al ser agitadas por el monaguillo, producen un sonido lúgubre, como símbolo de luto.

- METERLA: Cargar bien.

- MISERERE: Salmo que va entonando el coro a lo largo de las procesiones.

- MOCO: La cera que chorrea de las velas, con la que los muchachos hacen bolitas para regalárselas a las jóvenes que les agradan, como gesto de "conquista".

- MOQUERO: Niño que, vestido de carguero, lleva una vara provista de una cuchilla para raspar los "mocos" o cera derretida de las velas que adornan los pasos.

- PEDIRLA: Retirarse en el curso de la procesión por no poder seguir con el peso del paso. Significa una desgracia para el carguero. Es un lastre para toda su vida.

- PALIO O SITIAL: Cielo o techo de los pasos que, extendido sobre los bastidores, cubre las imágenes. El sitial está elaborado en finas telas con bordados en seda e hilos de oro y plata. No todos los pasos llevan sitial o palio. Sólo aquellos en que van las imágenes de Cristo o de la Virgen. El palio es símbolo de majestad.

- PERILLA: Bases pequeñas de madera bien torneada, que colocadas sobre la cartera del paso, reciben el falso o las mallas. Otras sirven como remate del sitial.

- PICHÓN: Oportunidad que tienen los aficionados, especialmente los jóvenes, de sacar los pasos de las iglesias de donde salen las procesiones, en un trayecto máximo de una cuadra. Igual sucede en la entrada del templo cuando termina la procesión.

- PICHONERO: El que consigue cargar transitoriamente.

- PLATAFORMA: Esqueleto del paso sobre el cual se ubican las imágenes y demás elementos.

- PROCESIÓN: Desfile de los distintos pasos de la Semana Santa, a lo largo de las calles del Sector Histórico. El recorrido se hace en Cruz Latina.

- REGIDORES: Ciudadanos que, vestidos de elegante frac y provistos de una larga y delgada cruz como símbolo de su autoridad, van atendiendo al orden del desfile santo.

- SAHUMERIO: Esencias aromáticas que las sahumadoras van quemando en los pebeteros, de los cuales pende un paño blanco con finos encajes, igual al de los cargueros.

- SÍNDICO: Persona nombrada por los curas párrocos o capellanes de las iglesias de donde salen las procesiones cada noche, bajo cuya responsabilidad se ponen todos los valiosos elementos que conforman el paso. Es además quien escoge el grupo de cargueros. El Síndico tiene toda la autoridad en lo relativo al paso

- VARETAS: Conjunto de cuatro listones que, provistos de huecos a determinada distancia, sostienen las velas que se apoyan en otra vareta sobre las carteras.

- VIENTOS: Cuerdas de piola o cintas de hiladillo que arrancando de una varilla esquinera desde el primer anillo, van en zig- zag atravesadas en cada centro en una argolla para evitar que el paso se desarme.